# Gare de Saint-Gilles-Croix-de-Vie
Gare de Saint-Gilles-Croix-de-Vie vasútállomás Franciaországban, Saint-Gilles-Croix-de-Vie településen.

## Vasútvonalak
Az állomást az alábbi vasútvonalak érintik:
- Commequiers-Saint-Gilles-Croix-de-Vie-vasútvonal

## Kapcsolódó állomások
A vasútállomáshoz az alábbi állomások vannak a legközelebb:
- Gare de Saint-Hilaire-de-Riez